# Hugihorn
Le Hugihorn est un sommet des Alpes bernoises, en Suisse, situé dans le canton de Berne, qui culmine à 3 647 m d'altitude.
Il fait partie du groupe Schreckhorn-Lauteraarhorn. Situé au sud-est du Kleines Lauteraarhorn, il domine le Strahlegg-Gletscher au sud-ouest et le glacier du Lauteraar au nord-est.